# Манаус (мікрорегіон)

Манаус на карті штату Амазонас

Мана́ус (порт. Microrregião de Manaus) — мікрорегіон в Бразилії. Входить в штат Амазонас. Складова частина мезорегіону Центр штату Амазонас. Населення становить 2 039 536 чоловік на 2010 рік. Займає площу 41 243,041 км². Густота населення — 49,45 чол./км².

## Демографія
Згідно з даними, зібраними в ході перепису 2010 р. Національним інститутом географії і статистики (IBGE), населення мікрорегіону становить:
| Повне населення                               | Повне населення                               | Повне населення                               | Повне населення                               | 2 039 536 |
| --------------------------------------------- | --------------------------------------------- | --------------------------------------------- | --------------------------------------------- | --------- |
| в тому числі:                                 | Міське населення                              | 1 913 426                                     | Відсок міського населення, %                  | 93,82     |
|                                               | Сільське населення                            | 126 110                                       | Відсоток сільського населення, %              | 6,18      |
|                                               | Чоловіче населення                            | 1 002 610                                     | Відсоток чоловічого населення, %              | 49,16     |
|                                               | Жіноче населення                              | 1 036 926                                     | Відсоток жіночого населення, %                | 50,84     |
| Густота населення, чол/км²                    | Густота населення, чол/км²                    | Густота населення, чол/км²                    | Густота населення, чол/км²                    | 49,45     |
| Населення мікрорегіону в % до населення штату | Населення мікрорегіону в % до населення штату | Населення мікрорегіону в % до населення штату | Населення мікрорегіону в % до населення штату | 58,54     |

## Склад мікрорегіону
До складу мікрорегіону включені наступні муніципалітети:
1. Аутазіс
2. Карейру
3. Карейру-да-Варзеа
4. Ірандуба
5. Манакапуру
6. Манакірі
7. Манаус
8. Нову-Айран

| Бразилія | Це незавершена стаття з географії Бразилії. Ви можете допомогти проєкту, виправивши або дописавши її. |